# Caymmi e Seu Violão
Caymmi e Seu Violão é um álbum do cantor e compositor brasileiro Dorival Caymmi, lançado em 1959. Gravado pela Odeon.

## Faixas
1. "Pescaria (Canoeiro)"
2. "A Jangada Voltou Só"
3. "Dois de Fevereiro"
4. "É Doce Morrer no Mar"
5. "Coqueiro de Itapoan"
6. "O Mar"
7. "O Vento"
8. "O Bem do Mar"
9. "Quem Vem Para a Beira do Mar"
10. "A Lenda do Abaeté"
11. "Promessa de Pescador"
12. "Noite de Temporal"

Todas as canções são compostas por Dorival Caymmi.